# Max Bartels junior
Max Bartels junior (* 7. Mai 1902 in Pasir Datar bei Sukabumi in Niederländisch-Ostindien; † 6. Oktober 1943 in Chungkai, Provinz Kanchanaburi in Thailand) war ein deutsch-niederländischer Zoologe.

## Biographie
Max Bartels junior war der Sohn des Ornithologen Max Eduard Gottlieb Bartels. 1921 erlangte seine Familie die niederländische Staatsbürgerschaft. Als junger Mann war er eng mit den naturhistorischen Forschungen seines Vaters verbunden. 1925 bis 1929 studierte er Zoologie an der Universität Bern, wo er 1929 sein Diplom (cum laude) mit einer Arbeit über die Forschung der Labyrinthspinne (Agelena labyrinthica) erhielt. Bis 1932 lebte er in der Schweiz, danach reiste er zurück nach Niederländisch-Ostindien.
Da er finanziell unabhängig war, schlug er das Angebot aus, im Botanischen Garten von Bogor (Buitenzorg) zu forschen. Er forschte vor allem an Säugetieren und veröffentlichte Publikationen über diese. Publikationen aus seiner Zeit in der Schweiz thematisierten Vögel, unter anderem den Tannenhäher und den Alpensegler. Weiter beschrieb er die javanische Unterart des Waldrebhuhns Arborophila javanica lawuana. Er konzentrierte seine Forschung auf Java eher auf Säugetiere und war auch ein Liebhaber der Großwildjagd.
1942 kam er in  ein japanisches Internierungslager und musste Zwangsarbeit beim Bau der Thailand-Burma-Eisenbahn leisten, in deren Verlauf er 1943 in Thailand starb.